# Tatiana Búa
Tatiana Búa (Bragado, 19 gennaio 1990) è un'ex tennista argentina.

## Biografia
Nel circuito ITF ha vinto 4 titoli in singolo e 24 in doppio, ha raggiunto la posizione numero 372 nel 2009 come singolarista, suo miglior piazzamento.
Ha disputato due incontri con la squadra argentina di Fed Cup e in entrambe le occasioni ne è uscita sconfitta in coppia con Nadia Podoroska.

## Statistiche

### Doppio

#### Sconfitte (1)
| Legenda: Dal 2009     |
| --------------------- |
| Grande Slam (0)       |
| Ori Olimpici (0)      |
| WTA Championships (0) |
| Premier Mandatory (0) |
| Premier 5 (0)         |
| Premier (0)           |
| International (1)     |
| WTA 125s (0)          |

| N. | Data           | Torneo                                   | Superficie  | Compagna       | Avversarie in finale           | Punteggio        |
| 1. | 24 maggio 2014 | Internationaux de Strasbourg, Strasburgo | Terra rossa | Daniela Seguel | Ashleigh Barty Casey Dellacqua | 6-4, 5-7, [4-10] |